# 1128
1128 (MCXXVIII) var ett skottår som började en söndag i den julianska kalendern.

## Händelser

### Okänt datum
- Påven Honorius II bekräftar Tempelherreorden.
- Adolf II efterträder Adolf I som greve av Holstein.

## Födda
- Absalon Hvide, dansk ärkebiskop 1177-1201 och politiker.
- Margareta av Navarra (drottning av Sicilien), siciliansk regent.

## Avlidna
- Muhammed ibn Tumart, almohadermas grundare.